# Beaumesnil (Calvados)
Beaumesnil è un comune francese di 211 abitanti situato nel dipartimento del Calvados, nella regione della Normandia.

## Società

### Evoluzione demografica
Abitanti censiti